# Sankt-Joseph-Kathedrale (Aleppo)

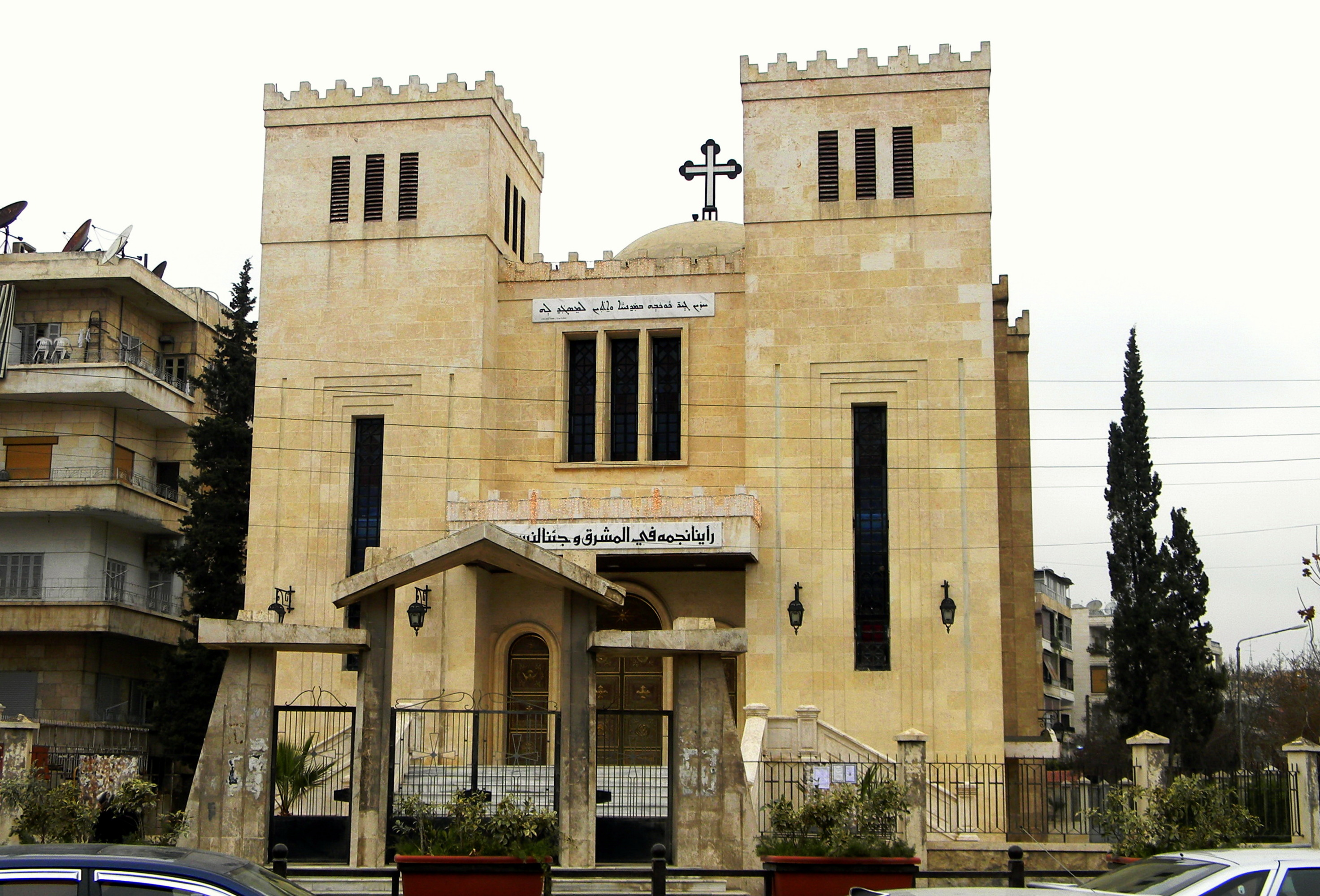
Sankt-Joseph-Kathedrale, 2011

Die Sankt-Joseph-Kathedrale (arabisch كاتدرائية القديس يوسف, DMG Kātidrāʾīyat al-Qiddīs Yūsuf) ist die Kathedrale der chaldäisch-katholischen Kirche in der syrischen Stadt Aleppo. Sie befindet sich im Stadtteil Sulaymaniyah.

## Geschichte
Die Sankt-Joseph-Kathedrale wurde Mitte des 20. Jahrhunderts gebaut. Die chaldäische Eparchie Aleppo, die ganz Syrien umfasst, wurde durch Bulle des Papstes Pius XII. 1957 eingerichtet, und die neu errichtete Sankt-Joseph-Kirche im Stadtteil Sulaymaniyah wurde hiermit chaldäische Kathedrale.
Amtierender chaldäischer Bischof von Aleppo ist seit 18. Januar 1992 Antoine Audo (* 1946), der am 11. Oktober 1992 vom chaldäischen Patriarch von Babylon Raphael I. Bidawid die Bischofsweihe erhielt.
2011 umfasste die Eparchie Aleppo 14 Parochien mit 30.000 chaldäischen Christen.